# Phyteumas whellani
Phyteumas whellani är en insektsart som beskrevs av Vitaly Michailovitsh Dirsh 1953. Phyteumas whellani ingår i släktet Phyteumas och familjen Pyrgomorphidae. Inga underarter finns listade i Catalogue of Life.